# Jakob Ebert
Jakob Ebert (26 de enero de 1549, Szprotawa - 5 de febrero de 1614) fue un teólogo y poeta alemán.

## Biografía
Jakob Ebert nació el 26 de enero de 1549 en Szprotawa, hijo de Andreas Ebertus. Fue director de las escuelas de Myślibórz, Świebodzin y Zielona Góra. Desde 1594, fue profesor de teología en la Universidad Europea Viadrina de Fráncfort del Óder.

## Himnos
Ebert fue autor del himnoDu Friedefürst, Herr Jesu Christ, que apareció en 1601 con melodía de Bartholomäus Gesius. Su himno los usaron compositores como Dietrich Buxtehude (BuxW 20 y 21) o Johann Sebastian Bach, quien basó su cantata coral en él, Du Friedefürst, Herr Jesu Christ, BWV 116, y lo usó en varias otras cantatas.